# Katastrofa lotu Tibet Airlines 9833
Katastrofa lotu Tibet Airlines 9833 – wypadek regularnego komercyjnego lotu pasażerskiego z portu lotniczego Chongqing-Jiangbei do portu lotniczego Nyingchi Mainling, obsługiwany przez linie Tibet Airlines.
12 maja 2022 r. samolot A319-100 wypadł z pasa startowego, co spowodowało oderwanie obu silników, a następnie pożar samolotu. Podczas ewakuacji rannych zostało 36 osób.

## Incydent
Podczas startu samolotu piloci doświadczyli „nieprawidłowości” i przerwali start zgodnie z oficjalnymi procedurami. Samolot zjechał z pasa startowego, przeciął drogę kołowania sąsiadującego pasa i dwie kolejne, gubiąc po drodze podwozie i oba silniki, by ostatecznie zatrzymać się na miękkiej ziemi między pasami. W przedniej części maszyny wybuchł pożar, ale wszyscy 122 pasażerowie i załoga zostali bezpiecznie ewakuowani, chociaż 36 z nich doznało lekkich obrażeń podczas ewakuacji.

## Samolot
Samolot uczestniczący w wypadku to Airbus A319-100 o rejestracji B-6425 i numerze seryjnym 5157. Został dostarczony do Tibet Airlines 23 listopada 2012 roku. Samolot był wyposażony w silniki CFM56.